# Szkarada
Szkarada – wieś sołecka w Polsce położona w województwie mazowieckim, w powiecie gostynińskim, w gminie Sanniki.
Przez miejscowość przebiega droga wojewódzka nr 577 relacji Łąck-Sochaczew.
W latach 1975–1998 miejscowość administracyjnie należała do województwa płockiego.